# L'Incroyable Destin de Savva
 (février 2018).
Si vous disposez d'ouvrages ou d'articles de référence ou si vous connaissez des sites web de qualité traitant du thème abordé ici, merci de compléter l'article en donnant les références utiles à sa vérifiabilité et en les liant à la section « Notes et références ».
Pour plus de détails, voir Fiche technique et Distribution.
L'Incroyable Destin de Savva (en russe Савва. Сердце воина, Savva. Serdtse voina, signifiant « Savva : cœur de guerrier ») est un film d'animation russe réalisé par Maxim Fadeev, sorti en 2015.

## Synopsis
Savva est un garçon ordinaire à qui il arrive une aventure extraordinaire. Lors d'un voyage initiatique il devra fuir les plus grands dangers, connaîtra la trahison puis la réconciliation, pour un final en apothéose, comme annoncé dès la première minute : pour réussir il suffit d'y croire.
Pour les adultes, quelques répliques ironiques saupoudrent le film : - Le héros : « J'y crois vraiment, de tout mon cœur. ». - Une jeune fille amoureuse : « C'est très simple (...). Si on pratique tous les jours, 6 heures par jour, depuis l'âge de 3 ans, ça devient très facile à faire. » (57ème minute).

## Fiche technique
- Titre original : Савва. Сердце воина (Savva. Serdtse voina)
- Titre français : L'Incroyable Destin de Savva
- Réalisation : Maxim Fadeev
- Scénario : Maxim Fadeev, Alexandre Tchistiakov et Gregory Poirier
- Direction artistique : Anton Vereshchaguine
- Montage : Yulia Pisarenko
- Musique : Maxim Fadeev
- Pays d'origine : Russie
- Format : couleur — 35 mm
- Genre : animation
- Date de sortie :
  - Russie : 12 novembre 2015

## Distribution

### Voix originales
- Maxime Tchoukhariov : Savva
- Constantin Khabenski : Anga
- Fiodor Bondartchouk : Elza
- Armen Djigarkhanian : Shaman Shi-Sha / Rasskazchik
- Grigory Leps : Komar
- Sergueï Shnurov : Obezyany: 'Odnoglazyy' - 'Terminator' - 'Torpeda'
- Mikhail Galoustian : Polubaron Fafl
- Lolita Miliavskaïa : Mama Zho Zi
- Natalia Ionova : Pusik
- Julia Savicheva : Nanti
- Maria Kojevnikova : Mama Savvy
- Nikolaï Baskov : Ryzhiy Um
- Leonid Barats : Obezyany: 'Artist' - 'Shpana'
- Sergueï Garmach : Moran
- Igor Vernik : Shantagar

## Box Office
Le film aurait coûté 1 milliard de roubles (15 millions d'euros) et rapporté 100 millions de roubles (1,5 million d'euros), soit une perte de 90%.

## Autour du film
Chaque scène rend hommage à un grand classique, comme Le livre de la jungle, Madagascar, ou encore Les chevaliers du zodiaque (série animée). La méchante a trois têtes comme le dragon dans Dobrynya Nikititch i Zmey Gorynytch. Les ressemblances avec Les Enfants loups, Ame et Yuki (2012) sont probablement fortuites, les deux étant inspirés de la mythologie japonaise. La trame principale est inspirée du Seigneur des anneaux (qui n'est pas de un film d'animation), avec un personnage rappelant golum, un sorcier blanc et un sorcier noir, l'affrontement d'armées épiques à la passe de montagne, etc.
L'animation est de très grande qualité, parfois splendide. Elle est due en partie au studio singapourien Sparky Animation.
Cependant le scenario manque de cohérence. Une multitude de personnages apparaissent et se font la guerre sans raison rationnelle. Les héros sont immortels puisqu'ils survivent à la tortures et aux chutes vertigineuses. Si on peut y voir une influence des succès Naruto et One Piece ; il s'agit vraisemblablement d'un échec de la production, qui s'est étalée sur sept années (2008-2015). L'incroyable destin de Savva obtient la note de 2,8/5 sur Allociné, 20% sur Rotten Tomatoes, et 4,5/10 sur Imdb.
De plus le scénario ne prend aucun risque, il aurait par exemple été avantageux que le héros soit une fille et non un garçon, comme d'autres films de la même époque.
La version américaine bénéficie d'un doublage par les actrices et acteurs les plus en vue des années 1990 : Milla Jovovich, Will Chase, Sharon Stone, Joe Pesci, Whoopi Goldberg. La chanson titre est interprétée par Andru Donalds, chanteur de Seven Lives, du groupe New Age allemand Enigma.
Le réalisateur est également compositeur de la bande originale.
Le scénariste, Gregory Poirier, Prix Paul Selvin en 1998, a travaillé sur Le Roi lion 2 (non crédité) et Kung Fu Nanny (co-scénariste).